# Tour Down Under 2001
La 3.ª edición del Tour Down Under (llamado oficialmente: Santos Tour Down Under) fue una carrera de ciclismo en ruta por etapas que se celebró entre el 16 y el 21 de enero de 2001 en Australia con inicio en la ciudad de Glenelg y final en la ciudad Adelaida sobre un recorrido de 757 kilómetros.
La carrera fue ganada por el corredor australiano Stuart O'Grady, en segundo lugar Kai Hundertmarck y en tercer lugar Fabio Sacchi.

## Clasificaciones finales
- Las clasificaciones finalizaron de la siguiente forma:[3]

### Clasificación general
| \| Clasificación general \| Clasificación general \| Clasificación general \| Clasificación general \| Clasificación general \| \| Ciclista \| Ciclista \| Equipo \| Tiempo \| \| \| --------------------- \| --------------------- \| --------------------- \| --------------------- \| --------------------- \| \| 1.º \| Stuart O'Grady \| Crédit Agricole \| 18 h 34 min 20 s \| \| \| 2.º \| Kai Hundertmarck \| Deutsche Telekom \| + 2 s \| \| \| 3.º \| Fabio Sacchi \| Saeco \| + 3 s \| \| \| 4.º \| Daniele Nardello \| Mapei-Quick Step \| + 8 s \| \| \| 5.º \| Christopher Jenner \| Crédit Agricole \| + 8 s \| \| \| 6.º \| Aleksandr Bocharov \| AG2R Prévoyance \| + 10 s \| \| \| 7.º \| Patrick Jonker \| BigMat-Auber 93 \| + 10 s \| \| \| 8.º \| Benoît Poilvet \| Crédit Agricole \| + 10 s \| \| \| 9.º \| Glenn D'Hollander \| Lotto-Adecco \| + 21 s \| \| \| 10.º \| Cadel Evans \| \| + 24 s \| \| |                    |                  |                  |
| |                    |                  |                  |
| Fuente: ProCyclingStats |                    |                  |                  |
| Clasificación general |                    |                  |                  |
| Ciclista | Ciclista           | Equipo           | Tiempo           |
| 1.º | Stuart O'Grady     | Crédit Agricole  | 18 h 34 min 20 s |
| 2.º | Kai Hundertmarck   | Deutsche Telekom | + 2 s            |
| 3.º | Fabio Sacchi       | Saeco            | + 3 s            |
| 4.º | Daniele Nardello   | Mapei-Quick Step | + 8 s            |
| 5.º | Christopher Jenner | Crédit Agricole  | + 8 s            |
| 6.º | Aleksandr Bocharov | AG2R Prévoyance  | + 10 s           |
| 7.º | Patrick Jonker     | BigMat-Auber 93  | + 10 s           |
| 8.º | Benoît Poilvet     | Crédit Agricole  | + 10 s           |
| 9.º | Glenn D'Hollander  | Lotto-Adecco     | + 21 s           |
| 10.º | Cadel Evans        |                  | + 24 s           |